# Всемирное координированное время
| светло-синий   | западноевропейское время / среднее время по Гринвичу (UTC+0)                                                                        |
| синий          | западноевропейское время / среднее время по Гринвичу (UTC+0) западноевропейское летнее время / ирландское стандартное время (UTC+1) |
| красный        | центральноевропейское время (UTC+1) центральноевропейское летнее время (UTC+2)                                                      |
| жёлтый         | восточноевропейское время / калининградское время (UTC+2)                                                                           |
| хаки           | восточноевропейское время (UTC+2) восточноевропейское летнее время (UTC+3)                                                          |
| светло-зелёный | московское время / турецкое время (UTC+3)                                                                                           |
| светло-голубой | азербайджанское время / армянское время / грузинское время / самарское время (UTC+4)                                                |

Всеми́рное координи́рованное вре́мя (англ. Coordinated Universal Time, фр. Temps Universel Coordonné; UTC) — стандарт, по которому общество регулирует часы и время. Отличается на целое количество секунд от атомного времени и на дробное количество секунд от всемирного времени UT1.
UTC было введено в 1972 году Международным бюро мер и весов (BIPM) в результате необходимости создания единого стандарта времени для международных коммуникаций и навигации.
UTC является основой для определения часовых поясов и времени в различных регионах мира. Большинство стран используют UTC в качестве стандарта для своих национальных часовых поясов.
Каждую секунду UTC синхронизируется с атомными часами, которые основаны на колебаниях атомов цезия. Это позволяет сохранять высокую точность и стабильность времени.
UTC также используется в научных и технических областях, таких как астрономия, геодезия, навигация и телекоммуникации.

## UTC и другие системы измерения времени
Аббревиатура UTC не имеет конкретной расшифровки. Когда в 1970 году требовалось создать не зависящее от языка сокращение, Международный союз электросвязи счёл, что английское CUT — Coordinated Universal Time или французское TUC — Temps Universel Coordonné не подходят на эту роль. Поэтому был предложен нейтральный вариант — UTC.
Так как между UTC и UT1 разница не превышает 0,9 с, если не требуется высокая точность, может использоваться более общее понятие — всемирное время (UT). В повседневной жизни, когда дробная часть секунд не важна, среднее время по Гринвичу (GMT) может рассматриваться как эквивалент UTC или UT1. В противном случае, когда разница между UTC и UT1 существенна, использования термина среднее время по Гринвичу (GMT) избегают.
Всемирное время UT является современной версией среднего времени по Гринвичу, то есть среднего солнечного времени на Гринвичском меридиане. Из-за неравномерности вращения Земли Гринвичский меридиан вращается также неравномерно. Кроме того, в результате непрерывного перемещения оси вращения в теле самой Земли географические полюса смещаются по поверхности Земли, а вместе с ними изменяют своё положение и плоскости истинных меридианов. Из-за этих факторов различают следующие системы измерения времени:
- UT0 — время на мгновенном гринвичском меридиане, определённое по мгновенному положению полюсов Земли. Это время, непосредственно получаемое из астрономических наблюдений суточных движений звёзд;
- UT1 — время на среднем гринвичском меридиане, учитывающее движение земных полюсов (по сути, современная версия среднего времени по Гринвичу):

UT1 = UT0 + Δλ,
где Δλ — поправка, зависящая от координат мгновенного полюса, отсчитываемых относительно общепринятого среднего полюса;
- UT2 — время, исправленное на сезонную неравномерность вращения Земли ΔTs:

UT2 = UT1 + ΔTs.
Шкала наблюдаемого всемирного времени UT1, из-за её неравномерности, неудобна для использования в гражданской жизни. Поэтому с 1964 года ввели равномерно-переменную шкалу времени UTC — всемирного координированного времени, связывающую шкалу UT1 и шкалу строго равномерного Международного атомного времени (TAI). Масштабы UTC и TAI равны, а нульпункт меняется скачком. Между UTC и UT1 накапливается расхождение, обусловленное, во-первых, неравномерностью шкалы UT1, а во-вторых, неравенством масштабов UT1 и TAI (1 атомная секунда не равна в точности 1 секунде UT1). При нарастании расхождения между UTC и UT1 до 0,9 с производится корректировка скачком на 1 с.
Дополнительная секунда при необходимости добавляется 30 июня или 31 декабря после 23:59:59. Теоретически может потребоваться и вычитание секунды, но пока, начиная с первого изменения — 30 июня 1972 года, были только вставки дополнительной секунды. Добавлению секунды соответствует отображение текущего времени 23:59:60. Добавление секунды определяется Международной службой вращения Земли (IERS), согласно их наблюдению за вращением планеты.
Сигналы точного времени передаются по радио, телевидению и через Интернет в системе UTC.
Разница между всемирным временем и всемирным координированным временем DUT1 = UT1 − UTC постоянно отслеживается и ежедневно публикуется на сайте IERS на основании данных Бюллетеня А (Bulletin — A).

## Использование

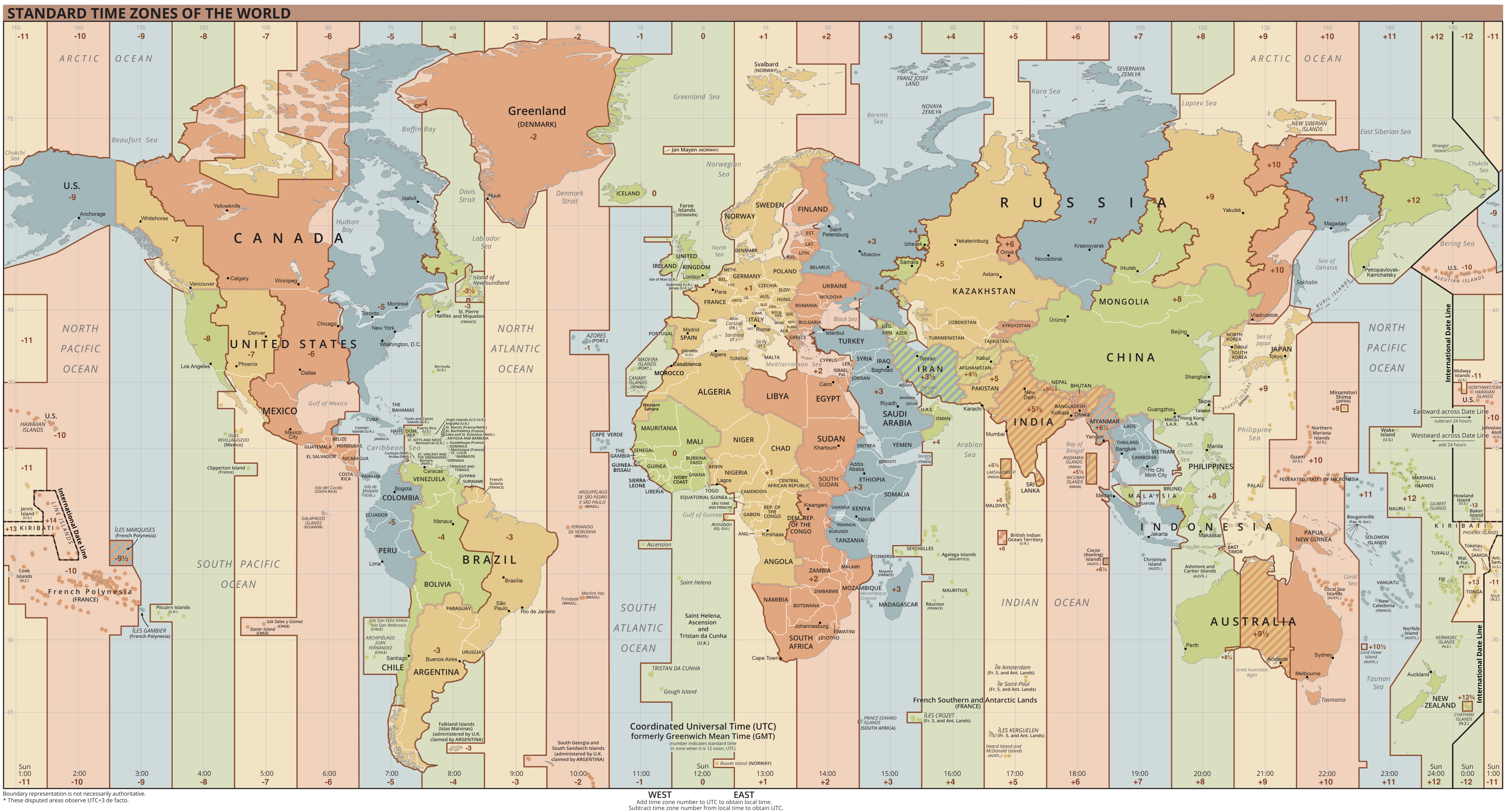
Часовые пояса

Часовые пояса по всему миру выражаются с использованием положительных или отрицательных смещений по UTC. Самый западный часовой пояс использует UTC−12, отставая на 12 часов, а самый восточный часовой пояс использует UTC+14, опережая UTC на четырнадцать часов. В 1995 году островное государство Кирибати перенесло свои атоллы на Лайнских островах с UTC−10 на UTC+14, чтобы в календарях всех островов Кирибати был один и тот же день.
UTC используется во многих стандартах Интернета. Протокол сетевого времени (NTP), предназначенный для синхронизации часов компьютеров через Интернет, передаёт информацию о времени от системы UTC. Если требуется точность только в миллисекундах, клиенты могут получить текущий UTC с нескольких официальных интернет-серверов UTC. Для точности до микросекунд клиенты могут получать время от спутников.
UTC также является стандартом времени, используемым в авиации, например, для планов полёта и управления воздушным движением. Прогнозы погоды и карты используют UTC, чтобы избежать путаницы с часовыми поясами и переходом на летнее время. Международная космическая станция использует UTC в качестве эталона времени.